# Revolutionaire Democratische Liberale Beweging
De Revolutionaire Democratische Liberale Beweging (Spaans: Movimiento Liberal Democrático Revolucionario) of M-Líder is een fractie binnen de Liberale Partij van Honduras (Partido Liberal de Honduras).
De PLH is een over het algemeen genomen conservatieve partij. In de jaren 1970 probeerde partijleider Carlos Roberto Reina samen met zijn broer Jorge en anderen de partij in linkse richting te stuwen. Dit stuitte binnen de partij op veel verzet en in 1983 werden de gebroeders Reina uit het partijbestuur gestoten. In 1984 richtten zij de Revolutionaire Democratische Liberale Beweging (MLDR) binnen de PLH op. De rechtervleugel van de PLH, de Movimiento Liberal Rodista bleef echter domineren. Pas in 1993 slaagt Carlos Roberto Reina erin om tot presidentskandidaat van de PLH te worden gekozen. Bij de presidentsverkiezingen van dat jaar werd Reina tot president gekozen. Tijdens zijn presidentschap (1994-1998) trachtte Reina veel van de ideeën van M-Líder uit te voeren, zoals bestrijding van corruptie, terugdringen van de invloed van het leger, afschaffing van de dienstplicht en het aanpakken van de armoede in Honduras.
In 2006 werd Jorge Arturo Reina minister van Binnenlandse Zaken in de liberale regering van Manuel Zelaya.

## Verwijzingen
1. ↑  The Dictionary of Contemporary Politics of Central America and the Caribbean, door: Phil Gunson, Greg Chamberlain en Andrew Thompson, p. 196 (1991)
2. ↑  Zo genoemd naar de liberale leider Modesto Rodas Alvarado